# 威廉米特大学法学院
威廉米特大学法学院（英語：Willamette University College of Law）是一所位于美国俄勒冈州塞勒姆的私立法学院。威廉米特大学于1842年创立，是美国西部最古老的一所大学。法学院则建立于1883年，是太平洋西北地区最古老的法律学校，有约30名法学教授，每年招收約360至430名学生，其中约150名学生是首度进入法学院就读。校园与俄勒冈州议会大厦和俄勒冈州最高法院大楼隔街相望。
座落在楚门·韦斯利·科林斯法律中心的威廉米特大学法学院同时向全日制和部分时间制学员提供法律博士、法学硕士和双联学制课程。其中双联学制课程可以让学生在通过四年学习后获得工商管理硕士学位和法律博士学位；也可以通过六年课程学习后获得一个学士学位和法律博士学位。法学院最古老的法律评论期刊名为《威廉米特法律评论》，杂志社创办于1960年，位于俄勒冈州公民正义中心，该中心座落在威廉米特大学法学院于2008年重新整修后开放的图书馆内，是一个社区外展中心。

## 历史

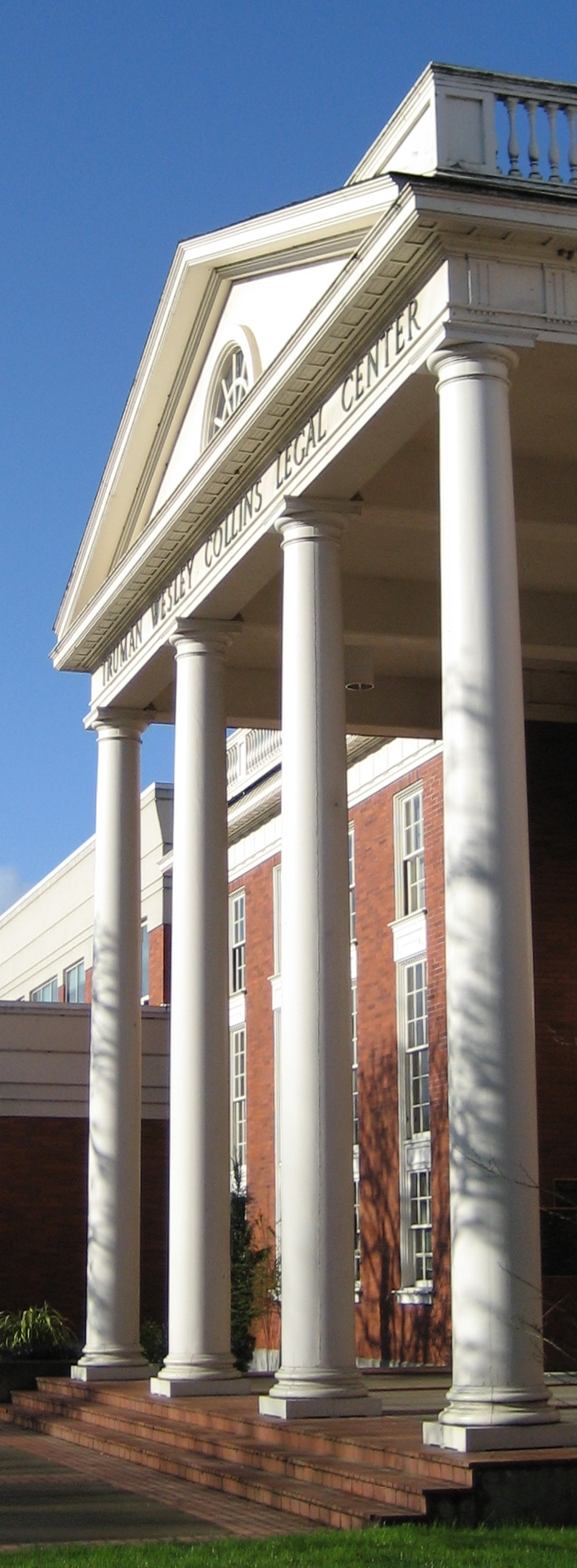
科林斯法律中心正门

1866年7月，威廉米特大学的托管人组成一个委员会来探讨建立一个法律部门的可行性。当时的法律教育传统是那些希望成为律师的人首先找一位律师拜师，在其手下做过几年法律学徒积累了一定经验和学识后再试图通过律师资格考试。虽然这年大学中并没有成立法律部门，但还是授予马修·P·迪迪法律博士学位，他于1884年成立了俄勒冈州的第二所法律学院：俄勒冈州大学法学院。
威廉米特法学院于1883年成立，是太平洋西北地区最古老的法律学院。1884年4月，学校董事会正式批准了新的法律部门，其两年制课程的学费为每年50美元。 威廉·马里昂·拉姆齐（William Marion Ramsey）担任首任院长，任职时间从1883年至1888年，手下一共有3名教授，分别是讲授合同法、商法和侵权法的乔治·H·伯内特，讲授证据和普通法的··格里格以及讲授海商法和刑法的威廉·霍尔姆斯（William H. Holmes）。
法学院的首批学子一共只有三名学生，其中查尔斯·A·帕克南（Charles A. Packenham）于1886年成为首位毕业生。除了是俄勒冈州和太平洋西北地区最古老的法学院以外，威廉米特大学法学院也是美国西部的第二所法学院，仅晚于加利福尼亚州的黑斯廷斯法学院，此外也是美国历史上成立的第75所法学院。学院从成立一直到1923年都座落在威廉米特大学最古老的建筑沃勒堂中。
法学院早期生源上很不稳定，1898年时比较高，有17名学子毕业，但1903和1905年则一人都没有。首任院长拉姆齐于1888年辞职，乔治·G·宾厄姆继任至1891年，他的弟子塞缪尔·T·理查森之后继任。1892年起，学院开始接受女性报名，1898年，奥利弗··英格兰德和加布里埃尔·克拉克成为学院历史上第一批毕业的女性学员。第三位女性毕业生是1899年毕业的安娜·卡森，她是卡森法律家族最早的一位法学毕业生，这一家族成员还包括1923年毕业，曾担任州议员的华莱士··卡森，和1962年毕业，同样曾担任州议员并在州最高法院任职24年（其中14年是首席法官，创下了首席法官任职时长的新纪录）的小华莱士·P·卡森。
1902年，理查森的院长一职由约翰·雷诺斯（John W. Reynolds）接替并服务至1907年，下一任院长则是1908年起任职至1913年的查尔斯·L·麦克纳瑞，接下来则是之后将成为州司法部长的艾萨克·霍默·凡·温克（Isaac Homer Van Winkle），他是威廉米特大学及其法学院两所学校的毕业生，担任院长一直到1927年。
1923至1938年，法学院的办学地点位于伊顿堂（Eaton Hall）。罗伊·休伊特（Roy R. Hewitt）从1927年至1932年担任院长，再由罗伊·洛克诺尔（Roy Lockenour）继任至1939年。1938年，威廉米特大学法学院获得美国律师协会认证，并于1946年成为美国法学院协会成员。1938年，学院迁至本是邮局的加克堂，在此办学至1967年。这段时间学院的院长包括乔治·麦克劳德（George M. McLeod，1940–1942）、雷·史密斯（Ray L. Smith，1942–1946）和西沃德··里斯（Seward P. Reese，1946–1968）。第二次世界大战爆发后，从1943至1945年，毕业生人数下降到了5人，并且由于美国陆军需要临时征用加克堂，班级也挪至图书馆上课。战争结束后学生人数开始大幅上升，1946年时已创下了92人的新纪录。

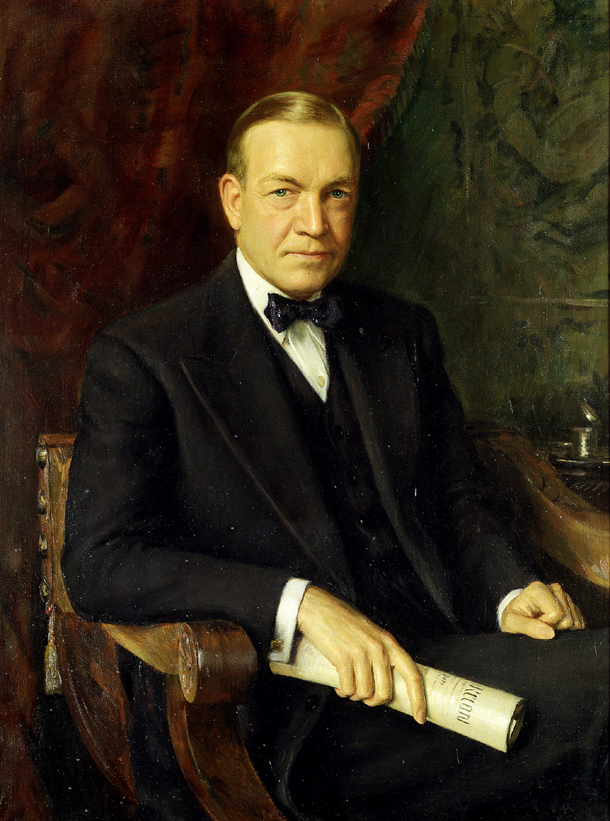
1908至1913年担任法学院院长的查尔斯·L·麦克纳瑞

1959年，学校创办了法律评论期刊，入学人数在1960年代中期增加到185人。 由于学员数量不断增加，威廉米特大学董事会建立了法学院基金，用以寻找、筹建新的院址。法学院从1965年开始从授予法学士学位逐步改为授予法博博士学位。1967年9月，耗资110万美元建成的楚门·韦斯利·科林斯法律中心正式开放，法学院也与一尊正义女神像一起搬迁至中心内，这个雕像高3.7米，重140千克，原本放置在马里昂县法庭内，1952年法庭拆毁重建，于是就将雕像送给了法学院。1968年，亚瑟·B·卡斯蒂（Arthur B. Custy）成为新院长并服务至1971年，这段时间法学院的招生标准有了改变，开始要求学员必须拥有学士学位并接受法学院入学考试。卡斯蒂之后的两任院长分别是拉瑞·K·哈维（Larry K. Harvey，1971–1977）和勒洛伊·托恩奎斯特（Leroy Tornquist，1979–1987）。
1984年，法学院建立了争议解决中心；1992年，科林斯法律中心经过翻修和扩张，美国联邦最高法院大法官桑德拉·戴·奥康纳出席庆祝仪式并发表演讲，倡导法律界在相互交流过程中保持文明，律师之间也应避免人身攻击。2005年12月，由于马里昂县法庭在11月的一次事故中受损，因此临时借用法学院中的模拟法庭对案件进行审理。
近年来法学院的院长包括大卫··肯纳吉（David R. Kenagy，1994–1996年临时院长），罗伯特·阿克曼（Robert M. Ackerman，1996–1999）和赛门·西米昂尼迪斯（Symeon Symeonides，1999–2011）。2008年，学院新开放了俄勒冈公民正义中心来作为开展多个项目的所在地，包括俄勒冈州法律委员会、争议解决中心、法律与政府中心和《威廉米特法律评论》等。落成仪式上，另一位联邦最高法院大法官鲁思·金斯伯格笠临现场，这也是法学院建校125周年庆典的一部分。2012年秋，法学院首次开始接收部分时间制学员，并且与俄勒冈州立大学一起增加双联学制课程。

## 学术

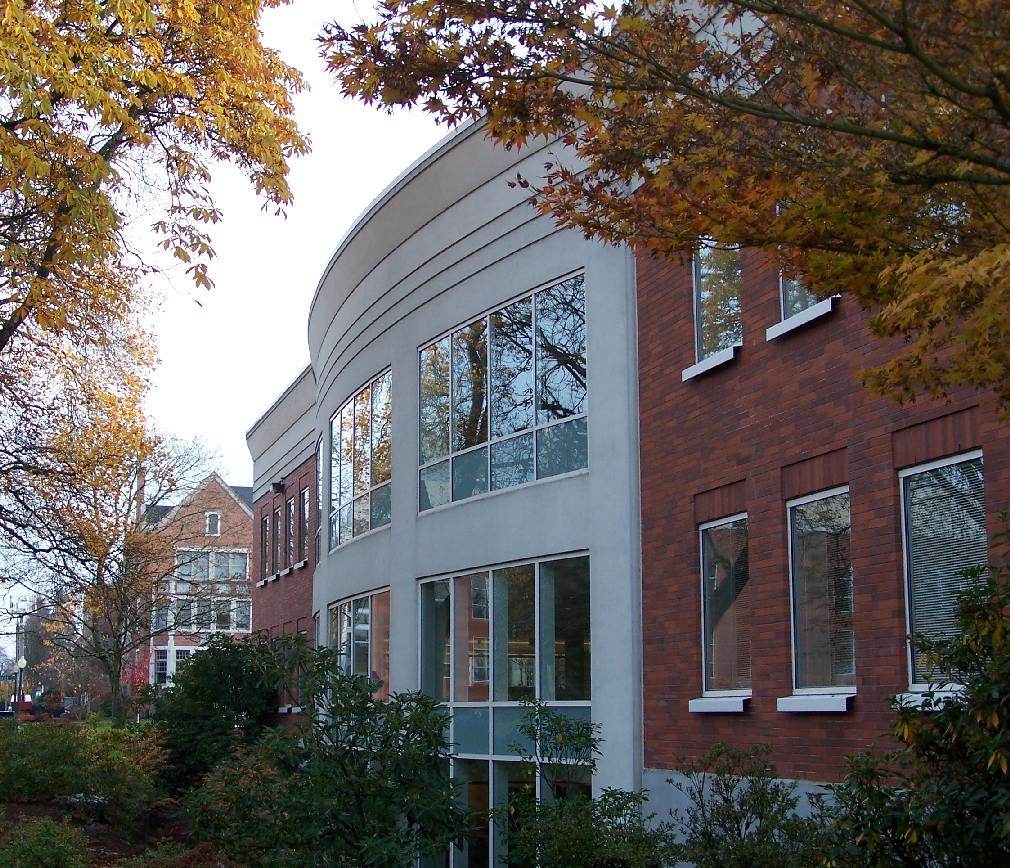
威廉米特法律图书馆

### 认证
威廉米特大学法学院提供在校全日制法学博士课程，招生截止日期为3月1日。2009年报读法学院学生的录取率为39%。新进学生的法学院入学考试成绩在153至157之间（去掉成绩最好和最差的25%进行统计），平均分为154。2007和2010年，《美国新闻和世界报道》将这所学校排在第3个级别。2011年，《美国新闻和世界报道》将该校在所有法学院中排名第113位，不过到了2013年，威廉米特大学法学院跌出了美国法学院排行榜，没有排名。

### 课程
法律博士学位可以通过就读传统的三年全日制课程或是最长可达六年的部分时间制课程来获得，起初学校只在秋季学期招生，但自与阿特金森管理研究生院达成合作关系后，两校的双联学制课程可以让有兴趣的学员同时就读两所院校并在4年后获取法学博士和工商管理硕士学位。而在这以前，希望获得这两种学位的学员将至少需要5年时间来分开就读。课程的商学部分由国际商管学院促进协会认证，法学部分则与法学院的所有课程一样由美国律师协会认证。
威廉米特大学法学院还提供两个3+3的课程，可以让学生在共计6年的时间里获得本科学位和法律学位。法学院与威廉米特大学文理学院和俄勒冈州立大学建立起了合作关系，学员可以通过3年时间获得学士学位，再通过3年时间获得法律学位，而没有通过这一课程时，要获得这两个学位将至少需要7年时间。有意获得法律博士学位和双联学制学位的学生可以选择报读认证课程，海外留学课程，法律实践课程或争议解决中心课程。
争议解决中心成立于1983年，是美国西部提早开始提供仲裁、谈判和调解课程的教育机构。这一项目已多年被评为全国十大课程项目之一。2006年，争议解决课程在《美国新闻和世界报道》的报告中列第7位。
威廉米特大学法学院还提供临床法律课程，学生可以在全国各地的法院和律师事务所接触实际法律事务，学到第一手的法律工作经验。此外，学生都还有机会参加在德国、中国和厄瓜多尔的留学课程，其中中国的课程开设得最早，于1984年设立，之后厄瓜多尔于1995年设立，德国于2002年设立。

### 法学硕士
法学硕士课程提供的是跨国法律教育，学生可以学习多个国际法主题课程，如国际商业交易、比较法和国际私法等。这一课程同样提供争议解决内容，并且允许学生同时在阿特金森管理研究生院学习。法学硕士学生可以选择全日制或部分时间制课程，但必须在两个学院年内完成学习并通过测试。

### 认证课程
法学院提供有5种获得认证的法学博士或双联学制课程：争议解决、国际与比较法、可持续性法、法律与政府和法律与商业。其中商法、法律与政府和国际与比较法认证课程是2002年开始提供的，这些课程让其学子专注于特定领域的研究，并最终获得相应的专业化认证。

### 图书馆

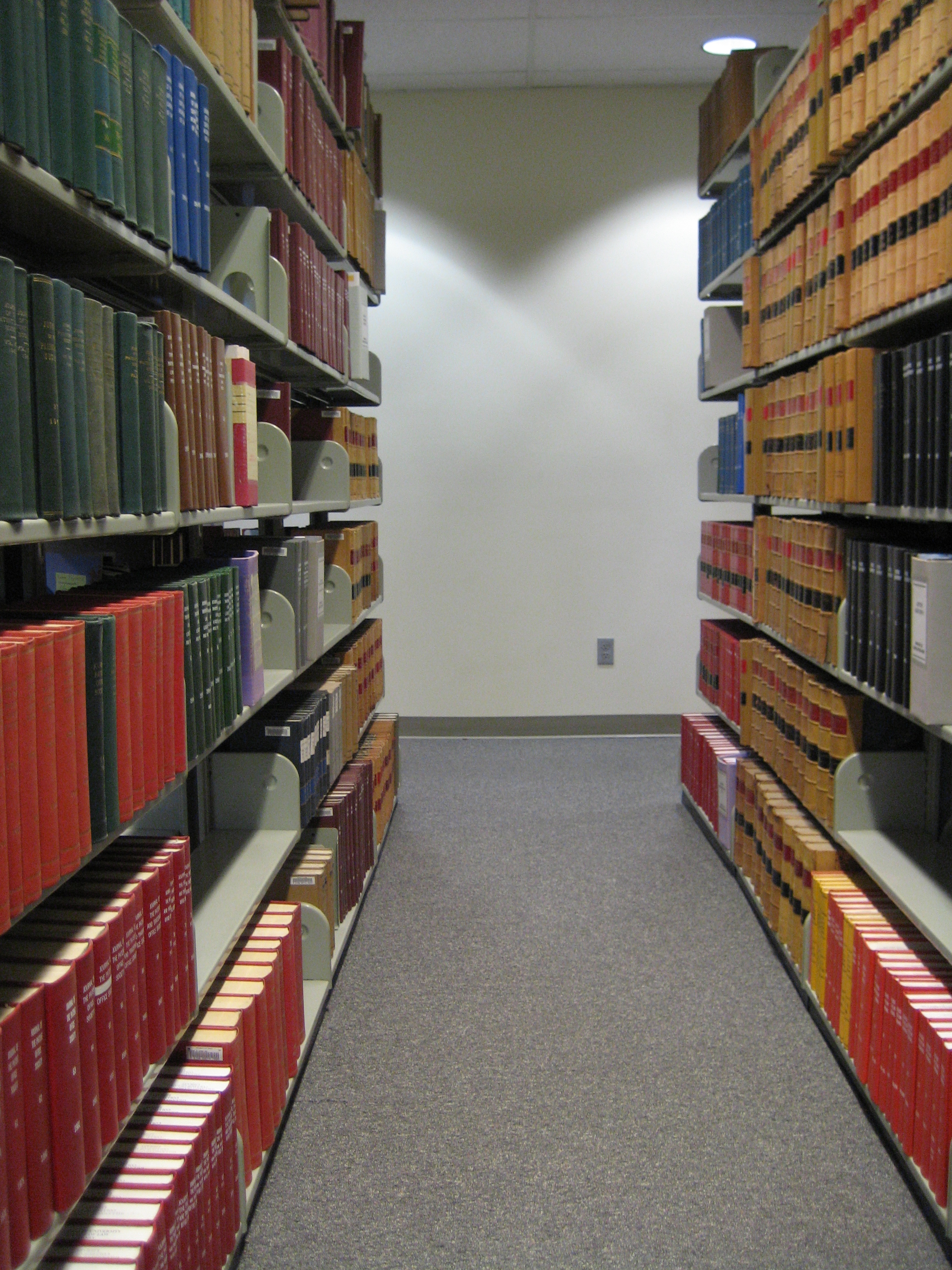
J·W·隆法律图书馆内部

J·W·隆法律图书馆拥有29.6万卷书籍和同等信息量的微缩胶片，其中包括了州和联邦的主要法律资源，还有论文、期刊等第二类法律资源。图书馆一共有三层，其中有学习室、视频室、会议室、计算机实验室，并且配备有图书馆工作人员提供帮助。另外，馆内还有特别收藏的税法、国际公法、劳工法资源，并且还可以免费获得联邦政府的文件进行研究。所有的学生都可以24小时进入图书馆进行学习，而校外人员则需要在馆内工作人员上班期间来此访问，不过在威廉米特大学的官方网站上，已经可以直接访问到图书馆内的许多法律资源。除了这个图书馆外，法学院的学生还可以直接访问威廉米特大学的马克·O·哈特菲尔德图书馆、俄勒冈州最高法院法律图书馆、俄勒冈州图书馆以及俄勒冈州档案管。

## 法律期刊

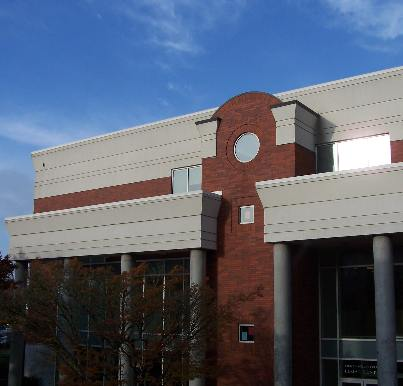
科林斯法律中心

威廉米特大学法学院拥有5种出版物，其中3种是法律评论期刊。1992年，学院开始出版《威廉米特国际法和争议解决期刊》，这份杂志专注于国际层面法律和争议解决领域。《威廉米特法律评论》创刊于1959年，每年发行4期。该期刊通常关注法律评论领域，并且也会每年在学校赞助举办一场座谈会。《威廉米特体育法期刊》则是太平洋西北地区的第一本体育法期刊。在正式的蓝皮书上作案例引用时，《威廉米特国际法和争议解决期刊》的缩写是“Willamette J. Int'l L. & Disp. Resol.”，而《威廉米特法律评论》的缩写则为“Willamette L. Rev.”。
威廉米特法学院还出版有《威廉米特律师》和威廉米特法律在线。《威廉米特律师》是该校的校友杂志，每年春秋各出版一期，主要由学生自行制作。威廉米特法律在线是一个向太平洋西北地区法律专业人士提供免费个案摘要的订购服务。

## 设施
威廉米特大学法学院主要座落在楚门·韦斯利·科林斯法律中心（简称科林斯法律中心），这里曾于1992年进行过整修，面积约为6968平方米，学生可以24小时进入。中心位于塞勒姆的温特街，俄勒冈州议会大厦以南。除了教室以外，这里还拥有法律图书馆、行政办公室和教师办公室。并且还包含有一间用做模拟法庭的全功能法庭。

### 俄勒冈州公民正义中心
俄勒冈州公民正义中心位于科林斯法律中心以北一个街区，于2008年开放，中心在塞勒姆的卡内基图书馆内建成，改造成本约为400万美元，《威廉米特法律评论》就是在这里出版的。另外，俄勒冈州法律委员会、威廉米特民主中心、争议解决中心、法律与信仰、法律和政府中心以及法学院的临床法律课程都设立在这里。这些课程和项目都是学校为了在学生、教师和广大社会间创造一种社区氛围而确立的。

## 知名教师
- 苏珊·M·利森（英语：Susan M. Leeson）：前俄勒冈州最高法院法官[46]；
- 汉斯·A·林德（英语：Hans A. Linde）：前俄勒冈州最高法院首席法官[47][48][49]；
- 查尔斯·L·麦克纳里：前美国联邦参议员[50]；
- 埃德温·J·彼得森（英语：Edwin J. Peterson）：前俄勒冈州最高法院首席法官[51]。

## 知名校友
- 威廉·A·巴顿：律师、作家[52]；
- 布鲁斯·博特略（英语：Bruce Botelho），阿拉斯加州首府朱诺前市长[53]；
- 杰伊·鲍尔曼（英语：Jay Bowerman）：第13任俄勒冈州州长[54]；
- 小华莱士·P·卡森：前俄勒冈州最高法院首席法官[55]；
- 威利斯·C·霍利（英语：Willis C. Hawley）：前美国联邦众议员[56]；
- 费恩·霍布斯（英语：Fern Hobbs）：俄勒冈州前州长秘书[57]；
- 杰·英斯里：第23任华盛顿州州长[58]；
- 弗吉尼亚·林德（英语：Virginia Linder）：俄勒冈州最高法院法官[59]；
- 康德·麦卡洛（英语：Conde McCullough）：桥梁工程师[60]；
- 莱斯尔·麦克古尔：阿拉斯加州参议员[61]；
- 鲍勃·米翁斯克（英语：Bob Mionske）：律师、作家、运动员[62]；
- 保罗·德·穆尼兹（英语：Paul De Muniz），俄勒冈州最高法院法官[63]；
- 莉萨·穆尔科斯基：美国联邦参议员[64][65]；
- 诺玛·保拉斯：前俄勒冈州务卿[66]；
- 李奥纳多·拉帕达斯：关岛司法部长[67]；
- 斯蒂芬·山城（英语：Stephen Yamashiro）：1992至2000年夏威夷县市长[68][69]。